# Alexander Huber
Alexander Huber (Trostberg, 30 dicembre 1968) è un arrampicatore e alpinista tedesco.
Pratica l'alpinismo, l'arrampicata in falesia e le multipitch. Per le sue numerose imprese su terreni molto diversi fra loro (monotiri in falesia, multipitch in alta montagna, free solo), è considerato uno degli arrampicatori più completi nella storia di questo sport. Con il fratello Thomas forma una delle coppie alpinistiche più forti al mondo.

## Biografia

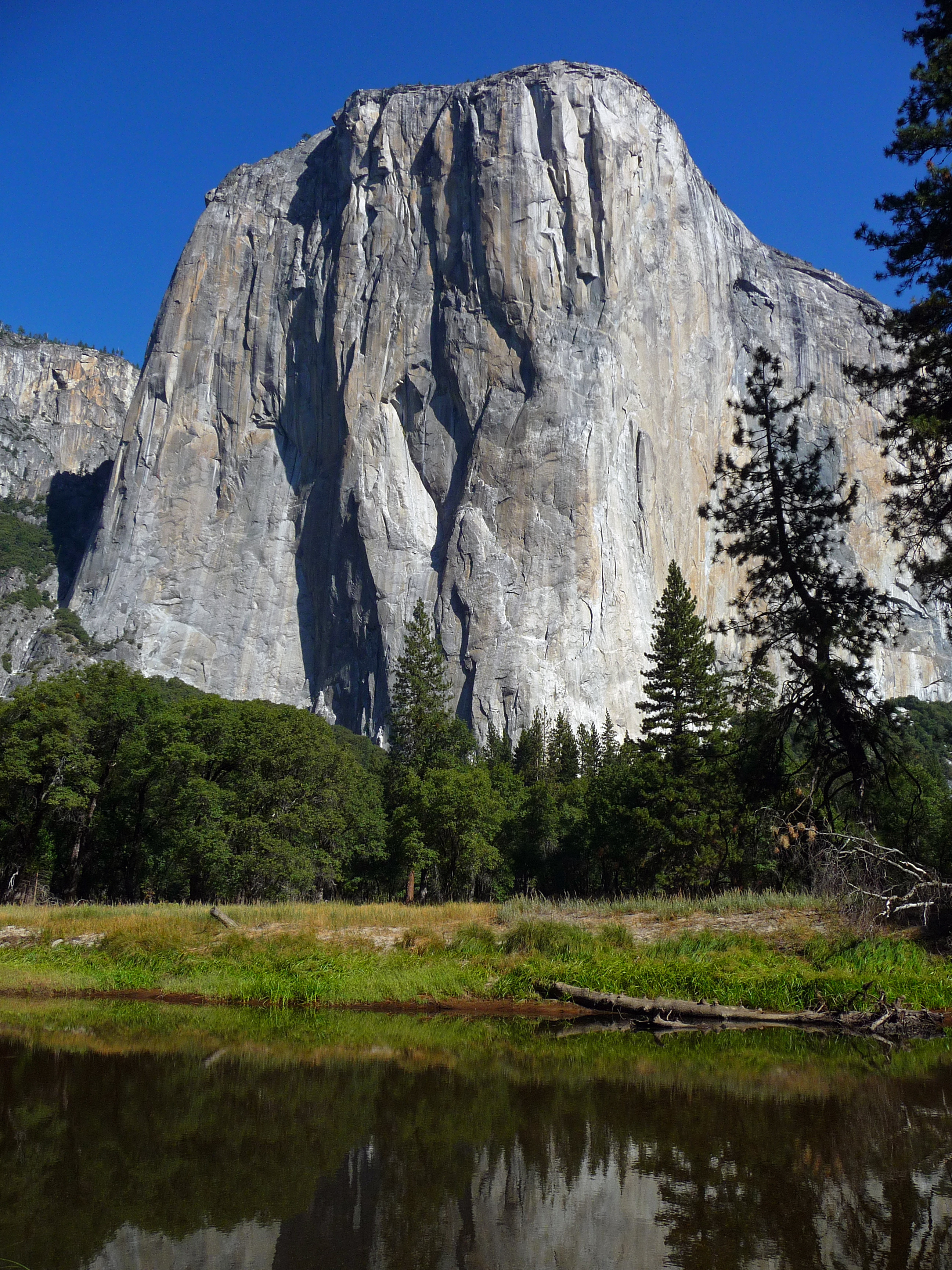
La parete di mille metri di El Capitan su cui ha aperto cinque nuove vie

Dopo aver iniziato in giovane età con l'alpinismo, ripetendo la via Fortuna in Marmolada a 16 anni (insieme al fratello Thomas Huber), intraprende l'arrampicata. Negli anni '90 si è affermato tra i grandi nomi dell'arrampicata, salendo fra le altre il secondo 9a del mondo (Om, 1992) e il primo 9a+ (Open Air, 1996, originariamente gradata 9a da Huber e successivamente portata a 9a+, nel 2008, dopo la prima ripetizione del quindicenne Adam Ondra). Nel 1995 sale in libera la leggendaria Salathé (8a/5.13b) sulla parete di El Capitan nello Yosemite Valley; su El Capitan lascerà poi ancora di più il suo segno liberando Zodiac (8b/5.13d) e altri quattro itinerari (El Nino, Freerider, Golden Gate, El Corazon) di alta difficoltà.
Nel 1997 organizzò una spedizione in Pakistan nel Karakorum e riuscì a fare la prima ascensione della parete ovest del Latok II (7108 m). Lui e la sua squadra trasferirono per la prima volta le arrampicate delle grandi pareti ad un'altezza di oltre 6000 metri e perciò sui grandi monti del mondo. L'anno dopo arrivò sulla sesta cima più alta del mondo, il Cho Oyu (8201 m); anche altre cime del mondo, come il Cerro Torre, la Torre Egger e il Fitz Roy in Patagonia fanno parte del suo elenco delle scalate di successo. Al termine del 2008, infine riuscì a scalare l'Ulvetanna, il monte più difficile dell'Antartide, e ad aprire con la prima scalata della parete ovest dell'Holtanna, l'itinerario più difficile del continente ghiacciato.
Nell'inverno 2000 aprì in solitaria un nuovo itinerario sul grande tetto della Nord della Cima Ovest di Lavaredo, denominato Bellavista (8c), che l'anno dopo scalò in libera, creando uno degli itinerari rocciosi più difficili delle Alpi. Sei anni dopo Bellavista Alexander Huber libera Pan Aroma (8c) sulla Cima Ovest di Lavaredo, aggiungendo così un altro 8c sul gran tetto della parete nord.
Nel 2002 di nuovo alle Tre Cime di Lavaredo scala la Hasse Brandler (7a+) della Cima Grande in free solo. Due anni dopo sposta ulteriormente i limiti con l'arrampicata in solitaria salendo la via Kommunist (8b+) nella falesia dello Schleierwasserfall. Nel 2005 realizza la prima salita in libera della Voie Petit (8b) sulla parete est del Grand Capucin. Sempre sul massiccio del Monte Bianco sale in free solo la parete sud-ovest del Dente del Gigante nel 2005 e la via degli Svizzeri sul Grand Capucin nel 2008.

## Falesia
- 1 via di 9a+
- 2 vie di 9a

### Lavorato
- 9a+/5.15a:
  - Open Air - Schleierwasserfall (AUT) - 1996 - Prima salita e primo 9a+ della storia
- 9a/5.14d:
  - Weiße Rose - Schleierwasserfall (AUT) - 1994 - Prima salita
  - Om - Endstal (GER) - 1992 - Prima salita e secondo 9a della storia

## Principali salite

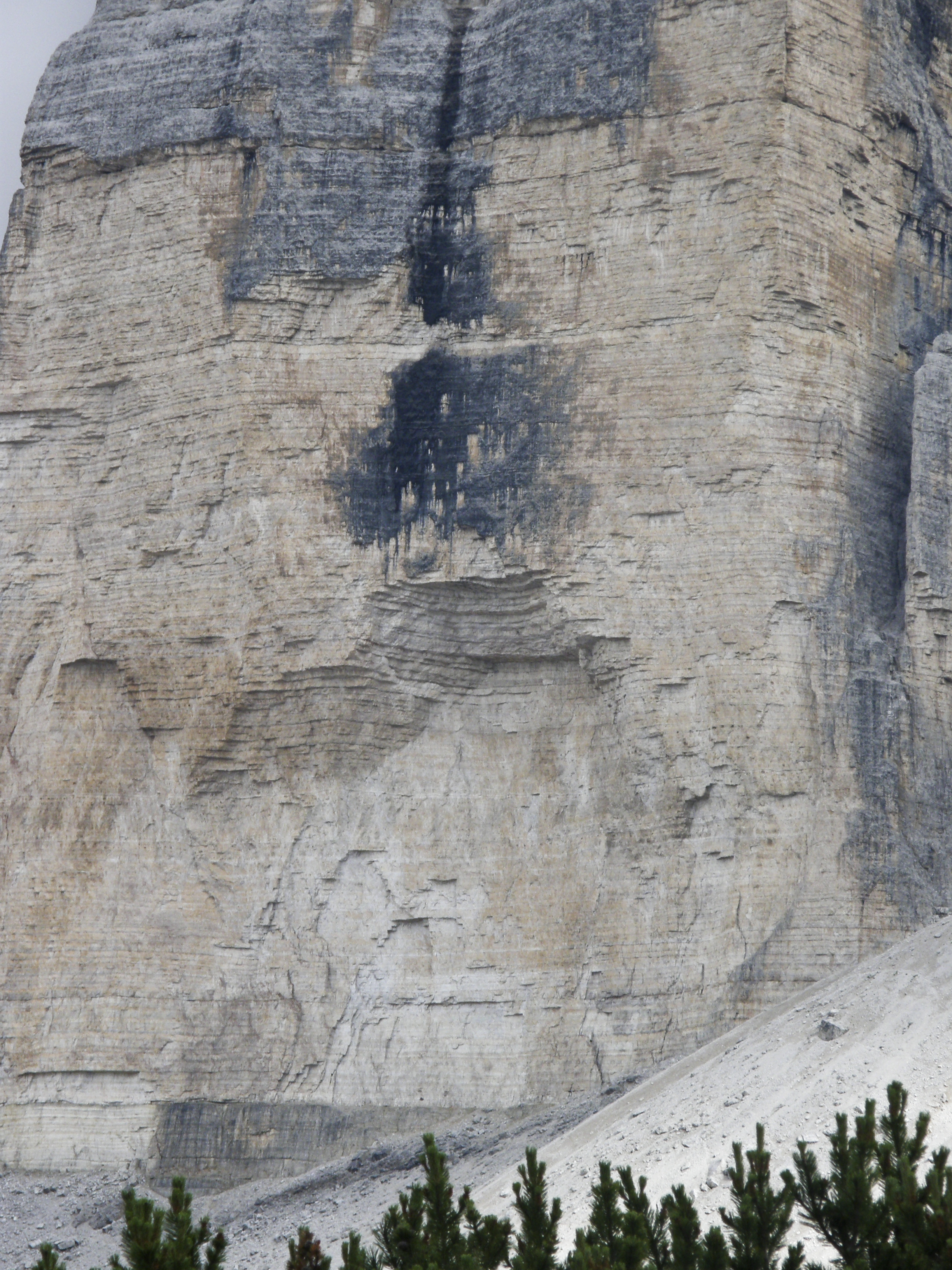
La Cima Ovest di Lavaredo su cui ha aperto e liberato le vie Bellavista e Pan Aroma

Ha salito moltissime vie in tutto il mondo, stabilendo anche record di velocità su El Capitan e praticando il free solo.
- The End of Silence - Feuerhorn (GER) - 1990 – 350 m/8b+ Prima salita (non in libera) col fratello Thomas
- Salathé Wall - El Capitan (USA) - 1995 - 8a/5.13b Prima salita in libera col fratello Thomas
- Tsering Monsong - Latok II (Pakistan) - giugno 1997 - Prima salita col fratello Thomas, Conrad Anker e Tony Gutsch[1]
- El Nino - El Capitan (USA) - settembre 1998 - 8a/5.13b Prima salita col fratello Thomas
- Free Rider - El Capitan (USA) - ottobre 1998 - 7c/5.12d Prima salita col fratello Thomas
- Golden Gate - El Capitan (USA) - 2000 - 7c+/5.13a Prima salita col fratello Thomas[2]
- El Corazon - El Capitan (USA) - 2001 - 8a/5.13b Prima salita[3]
- Bellavista - 18 luglio 2001 - Cima Ovest di Lavaredo (ITA) - Prima salita[4]
- Hasse Brandler - Cima Grande di Lavaredo (ITA) - 1º agosto 2002 - Salita in free solo[5]
- Zodiac - El Capitan (USA) - 2003 - 8b/5.13d Prima salita col fratello Thomas[6]
- Zodiac - El Capitan(USA) - 17 giugno 2004 - Salita col fratello Thomas in 1:51:34[7]
- Voie Petit - Grand Capucin (FRA) - 17 luglio 2005 - Prima salita in libera della via di Arnaud Petit e Stéphanie Bodet[8]
- Golden Eagle - Aguja Desmochada (Patagonia) - 2006 - Prima salita (non in libera) con Stefan Siegrist[9]
- Sud-ovest Dente del Gigante - Dente del Gigante - 27 agosto 2006 - Salita in free solo[10]
- Pan Aroma - 26 luglio 07 - Cima Ovest di Lavaredo (ITA) - Prima salita[11]
- The Nose - El Capitan (USA) - 9 ottobre 2007 - Salita col fratello Thomas in 2:45:45[12]
- El Bastardo - Silla (Patagonia) - 2008 - Prima salita col fratello Thomas, Stefan Siegrist e Mario Walder[13]
- Titanic - Torre Egger (Patagonia) - 2008 - Salita con Stephan Siegrist la via di Giaroll and Elio Orlandi del 1987[14]
- Eiszeit - Holtanna (Antartide) - dicembre 2008 - Prima salita col fratello Thomas, Stephan Siegrist e Max Riechl[15]
- Skywalk - Holtanna (Antartide) - dicembre 2008 - Prima salita col fratello Thomas, Stephan Siegrist e Max Riechl
- Sound of Silence - Ulvetanna (Antartide) - dicembre 2008 - Prima salita col fratello Thomas, Stephan Siegrist e Max Riechl
- Via degli Svizzeri - Grand Capucin (FRA) - 2008 - Salita in free solo[16]
- Sansara - Grubhorn/Lofer (AUT) - 25 giugno 2008 - 6 tiri/8b+ Prima salita
- Feuertaufe - Sonnwand/Lofer (AUT) - 31 luglio 2008 – 200 m/8b+ Prima salita con Guido Unterwuzacher[17]
- Eternal Flame - Torri di Trango/Nameless Tower (PAK) - 11 agosto 2009 – 650 m/7c+ Prima salita in libera (in quattro giorni) col fratello Thomas della via di Kurt Albert, Wolfgang Güllich, Christof Stiegler e Milan Sykora del 1989[18]